# 1869

## أحداث
- تأسيس مدينة داروين، الإقليم الشمالي وتقع حاليا في أستراليا.
- تأسيس مدينة السمارة وتقع حاليا في المغرب.
- تأسيس مدينة ماسيرو وتقع حاليا في ليسوتو.
- تأسيس مدينة كآرينا وتقع حاليا في فنلندا.
- تأسيس مدينة أولويارفي وتقع حاليا في فنلندا.
- تأسيس مدينة كيمي وتقع حاليا في فنلندا.
- تأسيس مدينة الرمادي وتقع حاليا في العراق.
- 28 مايو: تأسيس مدينة أكتوبي وتقع حاليا في كازاخستان.
- 1 يوليو: تأسيس مدينة كاراكول وتقع حاليا في قيرغيزستان.
- افتتاح قناة السويس بمصر
- المفكر الكوردي (عبد الله جودت) 9 ايلول 1869

## مواليد
- نقولا رزق الله
- ألبرت كان
- أوليفر هنري نيلسون شوب
- إيما جولدمان
- بشير الدنقزلي
- بين توربين
- تشارلز ويلسون
- توفيق الهبري
- جريجوري راسبوتين
- جوزفين بخيتة
- سليم سركيس
- شكيب أرسلان
- عيسى إسكندر المعلوف
- غوستاف دالين
- فخري باشا
- فريتز بريغل
- فلاديمير لياكهوف
- فيكتور عمانويل الثالث
- كريستيان لويس لانج
- كليمنت كالهون يونغ
- نيفيل تشامبرلين
- هانس سبيمان
- هنري ماتيس
- وارن غرين
- يحيى حميد الدين
- أحمد الوصلي السمرقندي، فقيه ومدرس وأديب طاجيك - تركستاني.

### يونيو
- 28 يونيو - عثمان نوري هادزيتش، كاتب بوسني.

### سبتمبر
- 23 سبتمبر -  ماري مالون، أول من نشرت مرض الحمى التيفية في الولايات المتحدة.
- 30 سبتمبر -  كورت هاينريش زيته، عالم مصريات ألماني.

### أكتوبر
- 2 أكتوبر -  الزعيم الهندي ماهاتما غاندي.

### نوفمبر
- 22 نوفمبر -  أندريه جيد، كاتب فرنسي حائز على جائزة نوبل في الأدب.
- ونسر ماكاي

## وفيات
- ألفونس دي لامارتين
- إدوارد سميث ستانلي
- إسحاق توكي
- تشارلز ستورت
- جان لويس ماري بوازوي
- روبرت ج . وولكر
- فرانكلين بيرس
- هنري هاولاند كرابو
- هيكتور بيرليوز
- آغا ميرزا أبو القاسم